# リア・ヴァン・リー
リア・ヴァン・リー（Lia van Leer、1924年8月8日 ベリツィ - 2015年3月13日）は、旧ルーマニア、現モルドバ共和国のベリツィ（バルツ）出身で、ジョージ・オストロフスキーと「エルサレム基金」とともに「エルサレム・シネマテーク」の共同創立者となった女性である。エルサレム国際映画祭（Jerusalem Film Festival）の創設者でもある。

## 来歴・人物
1924年、当時ルーマニア領だったベリツィ（バルツ）に生まれた。1940年、16歳のときに家族とともにイスラエルに移住した。
1948年、当時パイロットでエンジニアのヴィム・ヴァン・リー（1913年 - 1992年）と結婚、ハイファに住んだ。義父から送られた16ミリ映写機を用い、自宅で毎週金曜日の上映会を始めた。1955年、シネクラブ組織「ゴールド・フィルム・クラブ」を同地に設立、夫とともに毎月、各地の国際映画祭やニューヨーク、ロンドン、パリといった映画都市に買い付けに出かけた。やがて、テルアビブやエルサレムに同シネクラブの支部をもつようになる。
ヨーロッパに通う日々で出会ったフランスのドキュメンタリー映画作家クリス・マルケルとの交流の中で、1960年、マルケルの監督・脚本作『Description d'un combat』を夫のヴィムが製作することになる。撮影はアラン・レネ監督の『夜と霧』（1955年）やその後のフランソワ・トリュフォー、ジャック・ドゥミ作品で知られるギスラン・クロケ。同作は翌1961年、第11回ベルリン国際映画祭で最優秀長篇ドキュメンタリー映画賞を受賞する。
1961年、夫とともに「イスラエル・フィルム・アーカイヴ」を設立する。同アーカイヴは、その時点で、イスラエル映画のほとんどと2万本にものぼる世界の古典映画を所蔵した。1973年、「ハイファ・シネマテーク」を設立。1975年には首都エルサレムに引っ越す。1980年、パリのオストロフスキー家の基金からの資金提供を受け、「エルサレム・シネマテーク」の設立に至った。
1983年、第36回カンヌ国際映画祭の審査員に選ばれ、そのときの刺激を受けて、さっそく翌1984年には第一回エルサレム国際映画祭を開催、現在に至る。1992年、夫ヴィム（79歳没）と死別。1995年には第45回ベルリン国際映画祭の審査員をつとめた。
2004年、生涯の貢献に対して、イスラエル賞（Israel Prize）を受賞した。
2015年3月13日、エルサレムで死去。90歳没。

## 註
1. ↑  日本語表記については、エースジャパン（財団法人国際文化交流推進協会）のイスラエル映画祭サイトの表記に準じた。
2. ↑  現地発音は「バルツ」、通常はロシア語に準じて「ベリツィ」と呼ばれる。両方を併記した。
3. ↑  英語版Wikipediaの「Lia van Leer」では「2002年」だが、「List of Israel Prize recipients」では「2004年」となっている。ルーマニア語版「Lia van Leer」では「2004年」である。英語版の訳出にあたって、「2004年」に修正した。
4. ↑  リア・バン・リー氏死去（イスラエル映画界の先駆者） 時事ドットコム 2015年3月15日